# Boecke (Wenzlow)
Boecke ist der einzige Ortsteil der Gemeinde Wenzlow
im Landkreis Potsdam-Mittelmark in Brandenburg.

## Geografische Lage
Der Ortsteil liegt westlich des Gemeindezentrums und grenzt im Norden an die Gemeinde Rosenau und im Westen an die Stadt Ziesar an. Die Gemarkung berührt an ihrem südlichsten Punkt die Gemarkung der Gemeinde Gräben; im Osten grenzt sie an die Gemeinde Wollin. Im südlichen Bereich durchquert die Bundesautobahn 2 die Fläche; parallel hierzu verläuft weiter nördlich die Landstraße 93. Dieser Teil ist auch bewaldet, während die verbleibenden, nördlich gelegenen Flächen vorzugsweise landwirtschaftlich genutzt werden. Die westlichen Flächen werden dabei durch den Grenzgraben entwässert, der in nördlicher Richtung an der Wohnbebauung vorbeiführt und nördlich der Bebauung an der Grenze zu Rosenau in nordöstlicher Richtung in die Holzbuckau entwässert. Die östlich gelegenen Flächen werden durch den Holzgraben Böcke ebenfalls in die Holzbuckau entwässert. Das Gelände steigt von Norden hin von 36,9 m ü. NHN Meter nach Süden auf bis zu 49,2 m ü. NHN Meter an.

## Geschichte

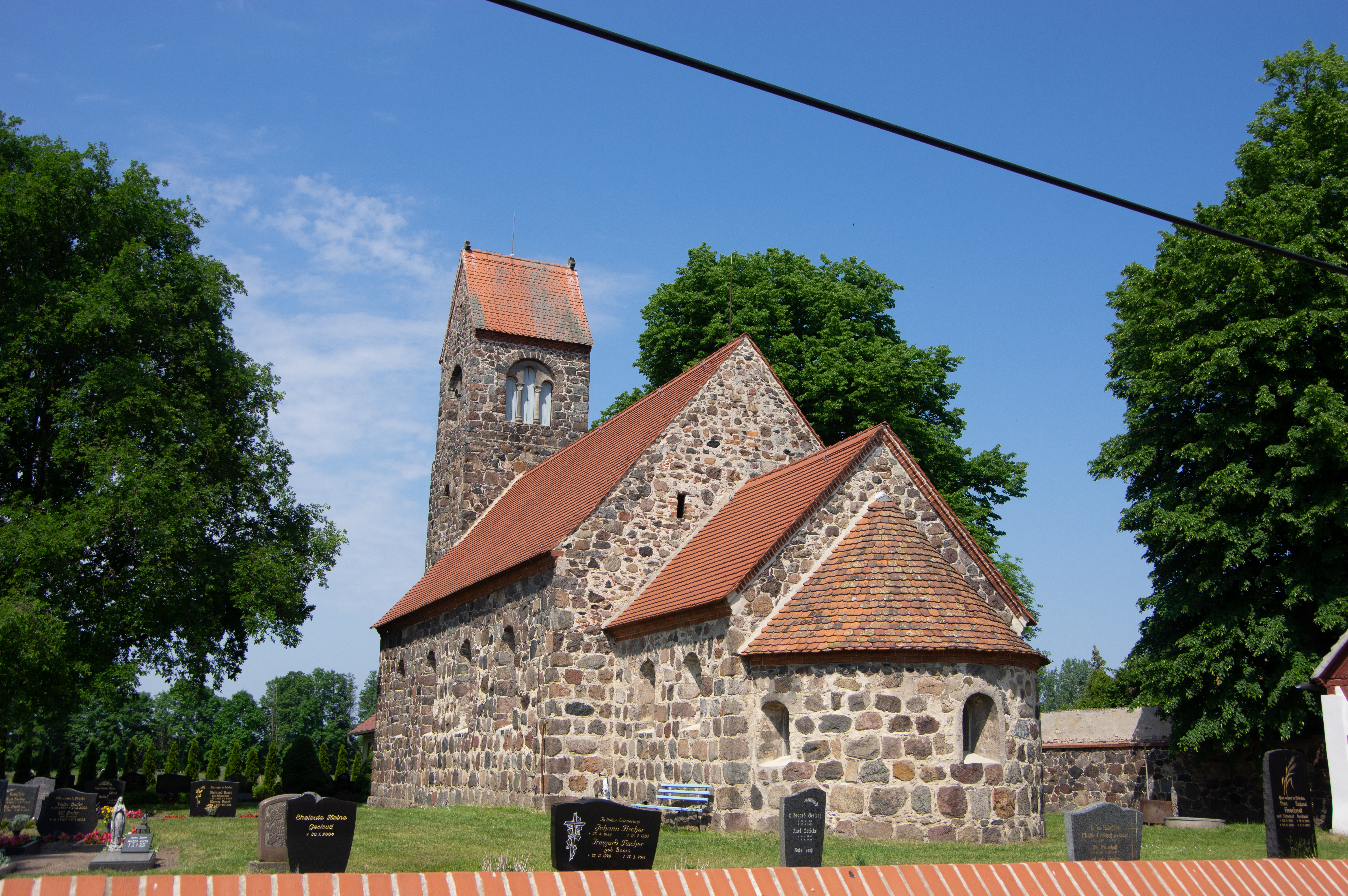
Dorfkirche Boecke

Das Dorf wurde erstmals 1152 urkundlich erwähnt. Theo Engeser und Konstanze Stehr geben als Datum der ersten Erwähnung hingegen das Jahr 1420 an. Als sicher gilt, dass im 13. Jahrhundert die Dorfkirche Boecke entstand. Boecke war ein Amtsdorf, das zu Ziesar gehörte und wurde im 15. und 16. Jahrhundert vom Brandenburger Bischof als Lehen an die von Bardeleben vergeben. Die Gebrüder von Bardeleben, der Domherr Georg zu Havelberg und Zacharias vom Kurfürsten erhielten im Jahr 1609 die Pacht von neun Hufen aus Boecke. Das Dorf war zu dieser Zeit insgesamt 20 Hufen groß und wurde von 10 Hufnern bewirtschaftet. Daneben gab es sechs Kossäten; die Kirche besaß zwei Pfarrhufen.
In der Zeit Otto von Bismarcks kam es zu einem wirtschaftlichen Aufschwung im Ort. Die Bewohner bauten im Fiener Bruch Torf ab und verkauften es; außerdem betrieben sie Viehzucht. Bis 1952 gehörte Boecke zum Landkreis Jerichow I in Sachsen-Anhalt. Im Zuge der Verwaltungsreform kam Boecke in den Bezirk Potsdam des Landkreises Brandenburg.
Nach dem Ende des Zweiten Weltkrieges gründete sich in der Zeit der DDR am 12. März 1960 eine LPG Typ I, die am 1. Mai 1971 in eine LPG Typ III überging. Dort arbeitete ein Großteil der Bevölkerung.

## Kultur und Sehenswürdigkeiten

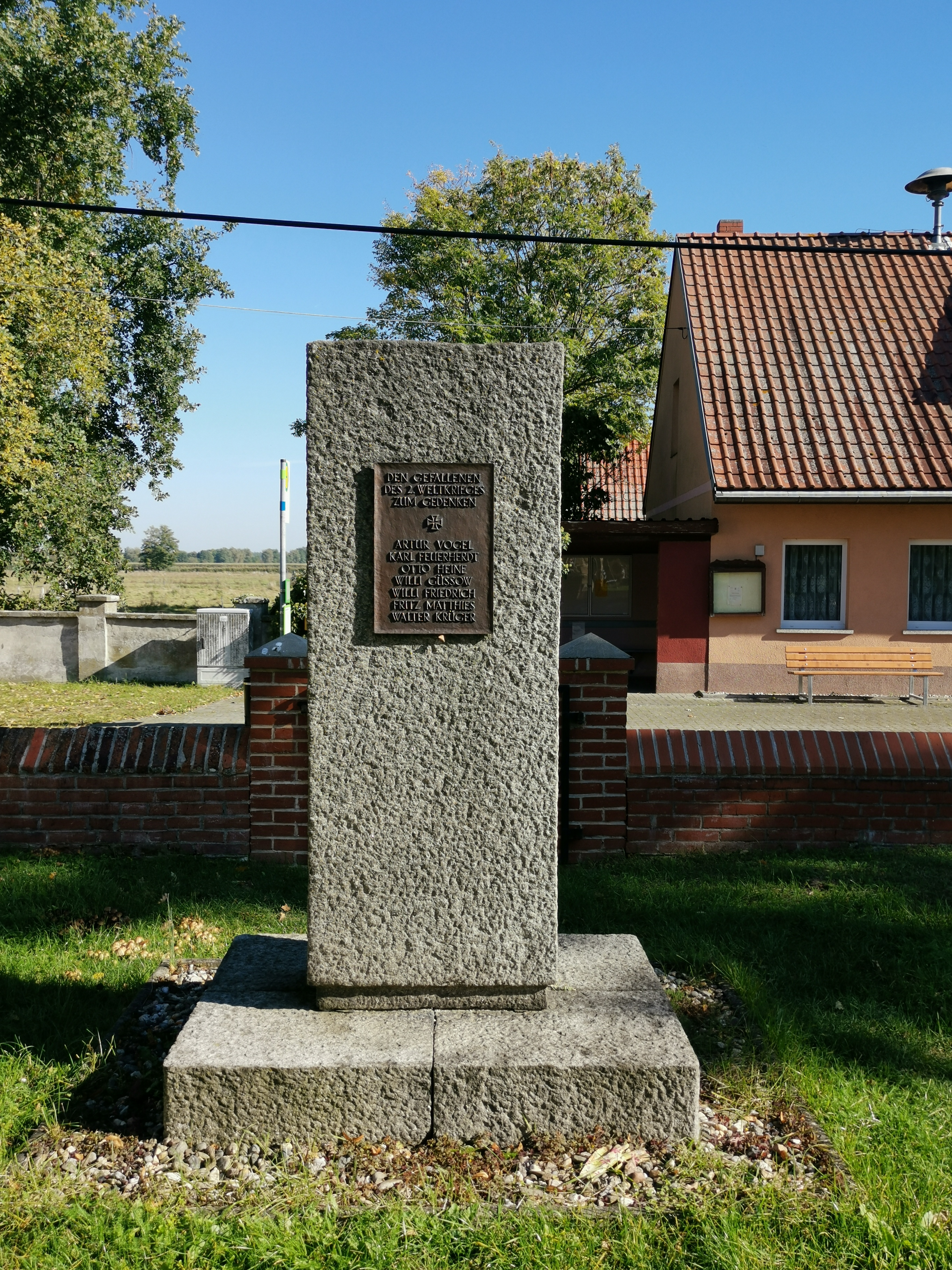
Weltkriegsdenkmal

- Die Dorfkirche Boecke ist eine Feldsteinkirche aus dem Anfang des 13. Jahrhunderts, die 1870 um einen Kirchturm erweitert wurde und in dieser Zeit auch eine neue Kirchenausstattung erhielt.[5] Im Innenraum steht unter anderem eine Fünte aus Sandstein aus dem 16. Jahrhundert.
- Das Gehöft in der Dorfstraße 2 sowie das Fachwerkhaus in der Dorfstraße 25 stehen unter Denkmalschutz.
- Im Ort sind eine Freiwillige Feuerwehr und ein 2005 gegründeter Heimatverein aktiv.